# Remikiren
Remikiren (łac. remikirenum) – wielofunkcyjny organiczny związek chemiczny, o działaniu hamującym układ renina–angiotensyna–aldosteron poprzez bezpośrednie zahamowanie reniny. 

## Mechanizm działania
Remikiren jest bezpośrednim inhibitorem reniny, która katalizuje przejście angiotensynogenu do angiotensyny I.  Działanie remikirenu po podaniu doustnym rozpoczyna się w ciągu 30 minut, utrzymuje się ponad 24 godziny, a maksymalny efekt biologiczny następuje w ciągu 4 godzin. 

## Zastosowanie
Remikiren został opracowany jako potencjalny nowy lek w leczeniu nadciśnienia tętniczego. Do 2016 roku remikiren nie został wprowadzony na rynek farmaceutyczny ze względu na niską biodostępność i słabą skuteczność kliniczną, a jego opracowywanie zostało zakończone na etapie badań klinicznych. 